# Cảnh sát Essex
Cảnh sát Essex là một lực lượng cảnh sát có trách nhiệm thực thi pháp luật trong hạt Essex, phía đông nước Anh. Hạt Essex có hơn 1.7 triệu người và diện tích khoảng 1.400 dặm vuông. Đây là một trong những lực lượng cảnh sát phi đô thị lớn nhất ở Anh, với hơn 2.900 cảnh sát.
Cảnh sát trưởng là Ben-Julian Harrington, từ tháng 10 năm 2018.
Trợ lý trưởng cảnh sát quan hệ với truyền thông, Steve Worron, cũng đồng thời là ACC cho hoạt động khu vực cho cảnh sát Kent do hai lực lượng cảnh sát này đã thành lập một Tổng cục tội phạm nghiêm trọng chung. Kể từ năm 2017, trợ lý trưởng Nick Downing trở thành người đứng đầu Ban giám đốc tội phạm nghiêm trọng cho cảnh sát Kent và Essex.
Vào tháng 11 năm 2012, cuộc bầu cử Ủy viên Cảnh sát và Tội phạm Essex đầu tiên đã diễn ra, trong đó ứng cử viên bảo thủ Nick Alston đạt được 30,5% phiếu bầu vòng một và 51,5% phiếu bầu vòng hai chống lại ứng cử viên độc lập Mick Thwaites. Alston đặt ra 4 ưu tiên của mình trong tuyên bố bầu cử là 1) chính sách đáp ứng nhu cầu địa phương, 2) chính sách nhanh chóng và chuyên nghiệp, 3) hợp tác và hợp tác hiệu quả giữa Cảnh sát, Hội đồng và Khu vực tình nguyện, và 4) một tiếng nói có ảnh hưởng trong việc tham gia cộng đồng hàng đầu về giảm thiểu và trị an tội phạm, và lắng nghe và nói cho các nạn nhân của tội phạm. Nick Alston đã được bầu với tỷ lệ cử tri 12,8%.

## Lịch sử

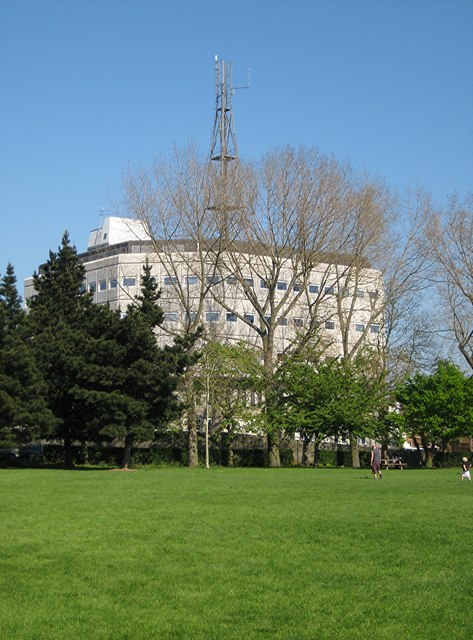
Trụ sở cảnh sát Essex tại Chelmsford

Sở cảnh sát Essex (Essex Constabulary) được thành lập vào năm 1840. Năm 1965, lực lượng này có 1.862 sĩ quan. 
Tên gọi được rút ngắn thành Cảnh sát Essex (Essex Police) vào năm 1974. Vào tháng 4 năm 2000, nó đã tiếp quản một phần của quận ở phía tây nam (Loughton, Waltham Abbey, Chigwell và Buckhurst Hill) trước đây thuộc Khu vực Cảnh sát Metropolitan.

## Tổ chức

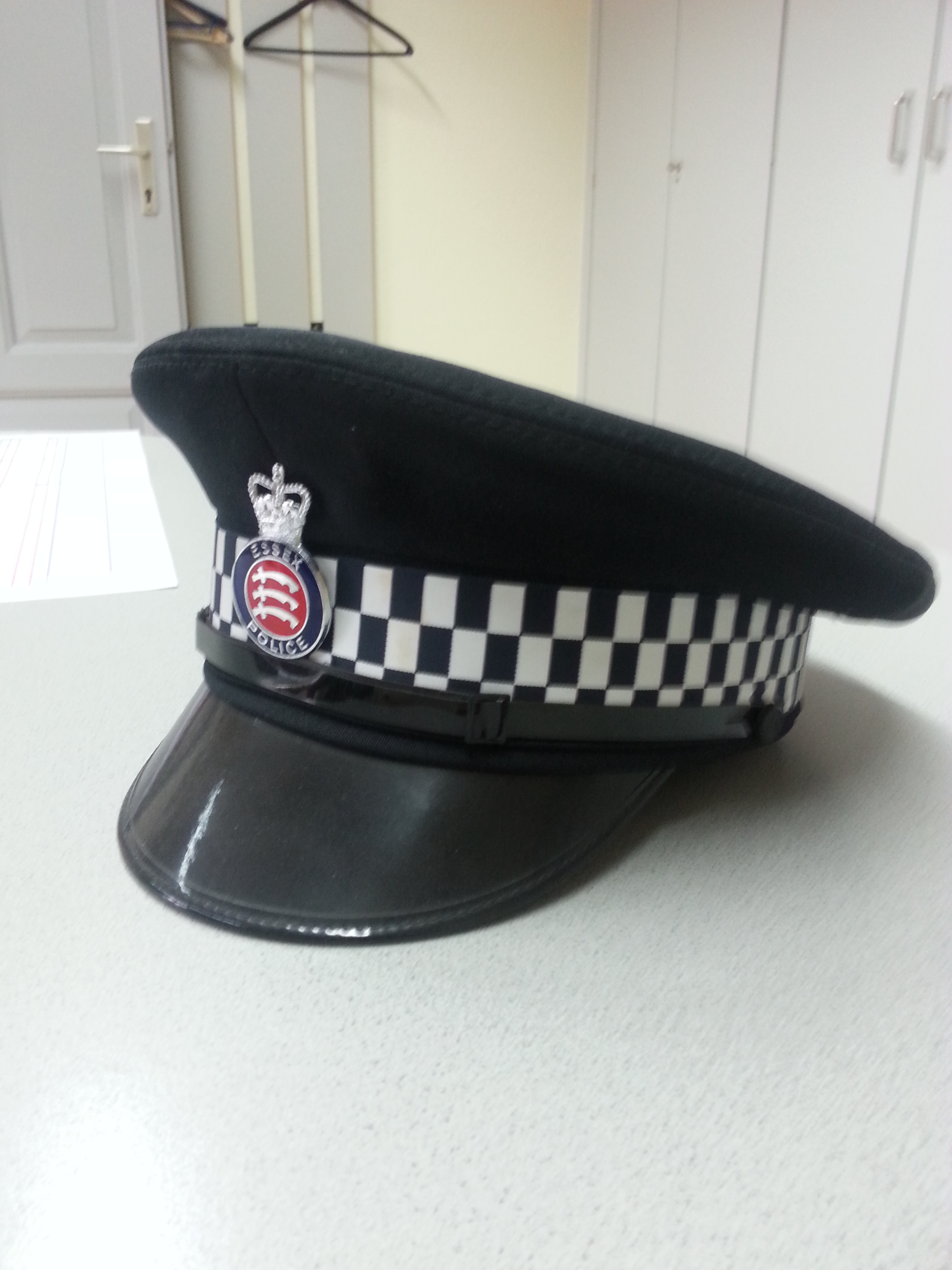
Mũ cảnh sát Essex

Cảnh sát Essex là một trong những lực lượng cảnh sát phi đô thị lớn nhất của Vương quốc Anh với lực lượng hơn 2.900 cảnh sát. 